# Ambrosiano O 39 sup.

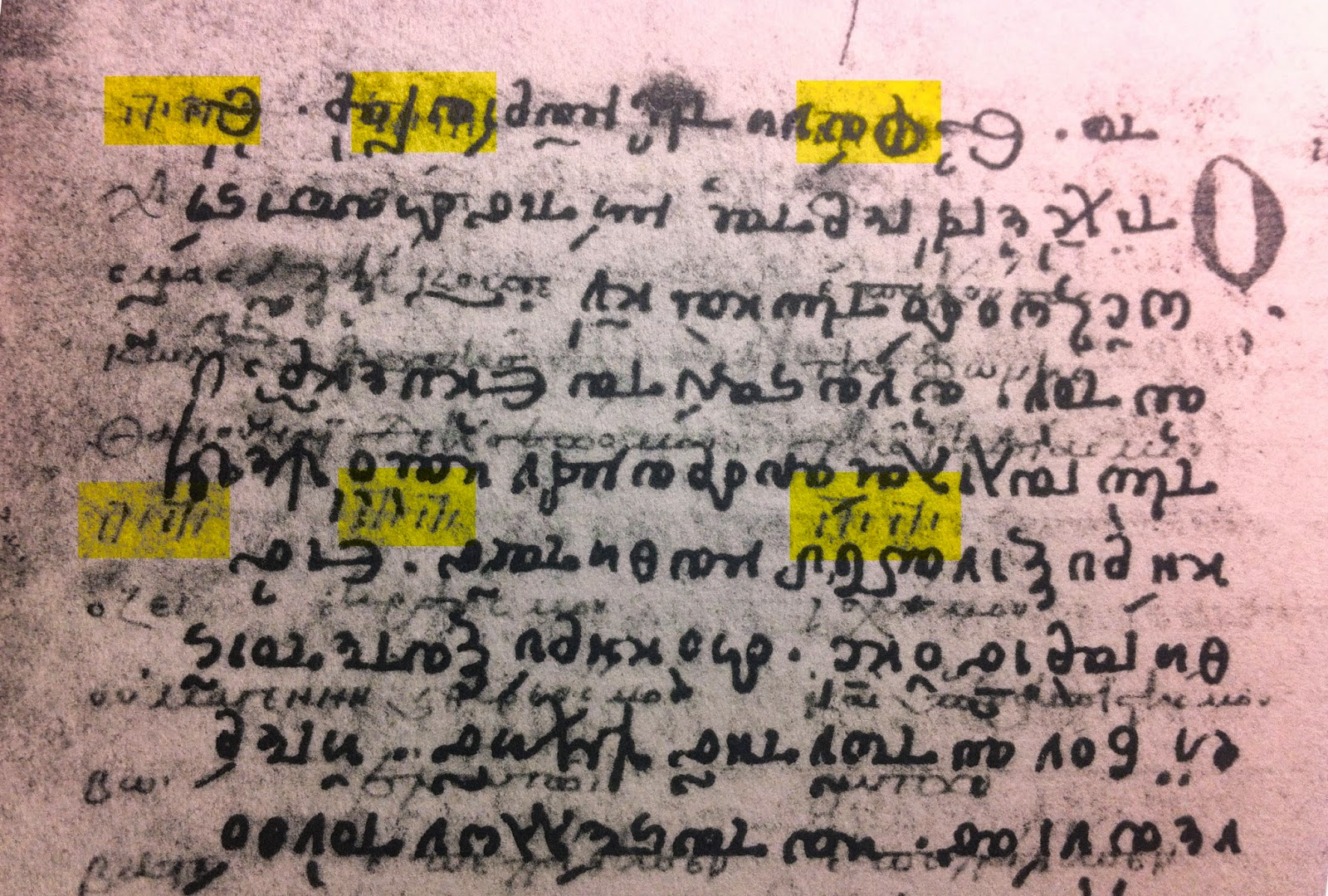
Występowanie imienia JHWH na Ambrosiano O39 sup.

Ambrosiano O 39 sup. – rękopis Hexapli Orygenesa datowany na koniec IX wieku n.e., pisany w formie kodeksu. Manuskrypt ten jest palimpsestem. Rękopis jest oznaczany również numerem 1098 na liście rękopisów Septuaginty według klasyfikacji Alfreda Rahlfsa.

## Charakterystyka
Kodeks ten jest pisany w pięciu kolumnach na stronę gdyż w odróżnieniu od innych fragmentów manuskryptów Hexapli nie zawiera kolumny napisanej w języku hebrajskim. Znajdują się tam kolejno grecka transliteracja, przypuszczalnie tłumaczenie Akwili, przekład Symmachusa, tekst Septuaginty oraz przekład Teodocjona lub Quinty.
Tekst ten zawiera tetragram we wszystkich pięciu kolumnach w następujących miejscach: Ps 18:30, 31, 41, 46; 28:6,7,8; 29:1 (x2), 2 (x2), 3 (x2); 30:1, 2, 4, 7, 8, 10, 10, 12; 31:1, 5, 6, 9, 21, 23 (x2), 24; 32:10, 11; 35:1, 22, 24, 27; 36: przypuszczalnie werset: 5; 46:7, 8, 11; 89:49 (w kolumnach 1, 2 i 4), Ps 89:51, 52. Jest to najpóźniejszy znany rękopis zawierający tekst Septuaginty z imieniem Bożym.
Faksymile oraz transkrypcja tekstu zostały opublikowane w 1958 roku przez Giovanniego Mercatiego, w publikacji pod tytułem Psalterii Hexapli Reliquiae . . . Pars prima. Codex Rescriptus Bybliothecae Ambrosianae O 39 sup. Phototypice Expressus et Transcriptus.
Rękopis ten jest przechowywany w Bibliotece Ambrozjańskiej w Mediolanie (O. 39 sup.).